# Real (Braga)
Real ist ein Ort und eine ehemalige Gemeinde (Freguesia) im Norden Portugals.

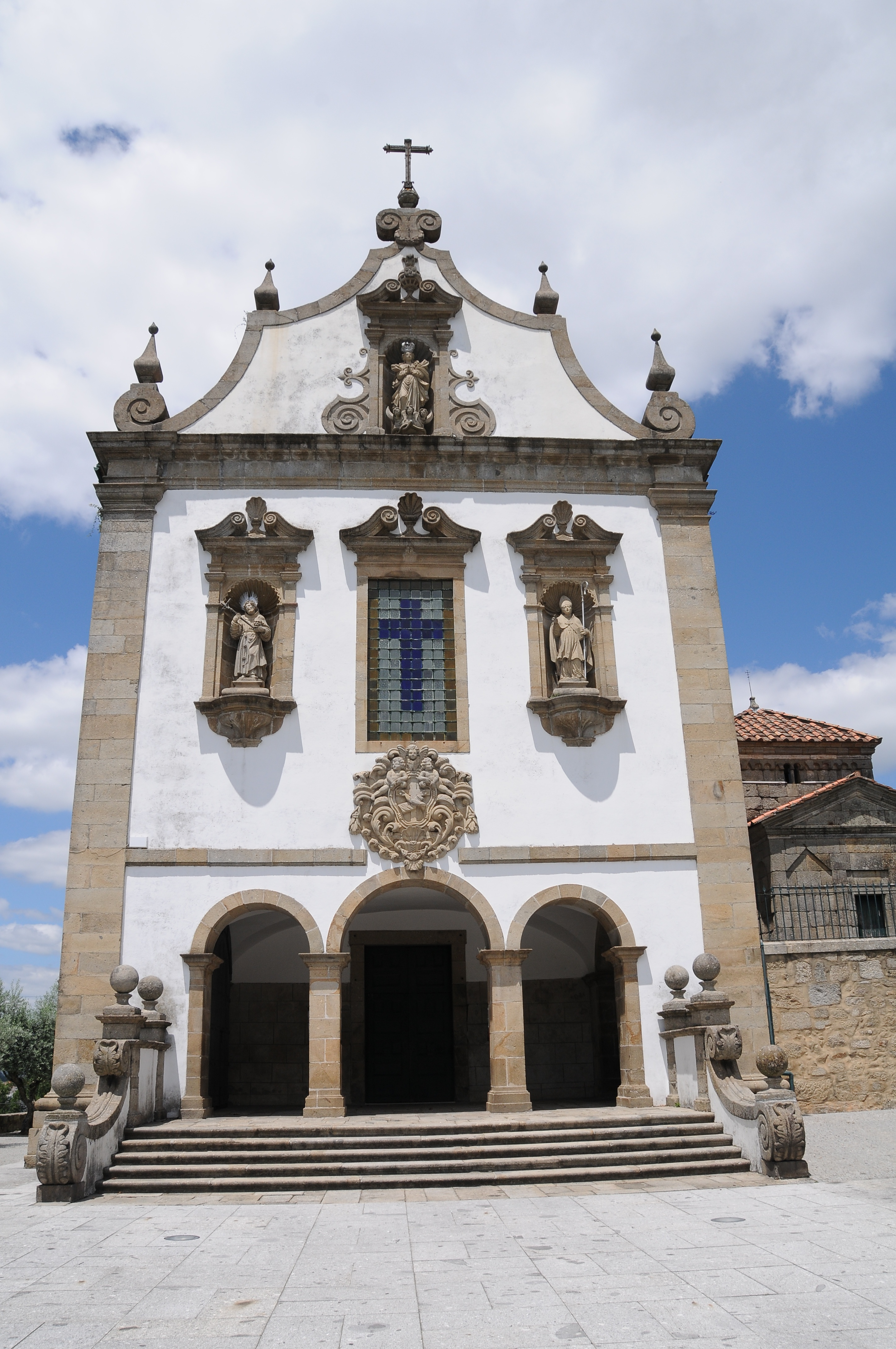
Kirche von Real

Real gehört zum Kreis und zur Stadt (pt: Cidade) Braga im Distrikt Braga. Die Gemeinde hatte eine Fläche von 1,51 km² und 7653 Einwohner (Stand 30. Juni 2011).
Am 29. September 2013 wurden die Gemeinden Real, Dume und Semelhe zur neuen Gemeinde União das Freguesias de Real, Dume e Semelhe zusammengeschlossen. Real ist Sitz dieser neu gebildeten Gemeinde.

## Bauwerke
- São Frutuoso de Montélios